# Wim Deetman
Willem Joost (Wim) Deetman (Den Haag, 3 april 1945) is een Nederlands voormalig politicus en bestuurder. Hij is onder meer minister en staatssecretaris van Onderwijs en voorzitter van de Tweede Kamer geweest. Van 1996 tot 2008 was hij burgemeester van Den Haag.

## Opleiding en werk
Wim Deetman werd geboren in Den Haag in een Nederlands-hervormd gezin. Na de middelbare school (gymnasium-beta) studeerde hij politicologie aan de Vrije Universiteit Amsterdam, waar hij in 1972 zijn doctoraalexamen cum laude behaalde. Na zijn afstuderen werd Deetman medewerker van de Vereniging Besturenraad Protestants-Christelijk Onderwijs in Nederland (VBPCO). Hierna werd hij, totdat hij de landelijke politiek inging, directeur van een middelbare school. Van 1974 tot 1981 zat hij namens de CHU, de politieke partij voor Nederlands-hervormden, in de gemeenteraad van de gemeente Gouda.

## Politiek
In 1978 werd hij gekozen tot lid van de Tweede Kamer. In het tweede kabinet-Van Agt, dat ruim acht maanden in functie was, was hij staatssecretaris van het Onderwijs en Wetenschappen. In deze functie was hij verantwoordelijk voor het voortgezet onderwijs. Na de val van het kabinet-Van Agt II werd Deetman achtereenvolgens minister van Onderwijs en Wetenschappen in het derde kabinet-Van Agt, het eerste kabinet-Lubbers en het tweede kabinet-Lubbers. Als onderwijsminister was Deetman verantwoordelijk voor de invoering van de Wet op de Studiefinanciering en kreeg hij te maken met grote demonstraties van studenten na de verhoging van de collegegelden en het verkorten van de studieduur; een van de leuzen van de studenten luidde: 'Deetman is een kaassoufflé!' Ook werd tijdens een demonstratie bij zijn ministerie een spandoek opgehangen met de tekst: 'Minister Deetman van onderwijs, is-tie wel van boven wijs?' Deetman zou later zijn beleid verdedigen met het argument dat '[de] maatregelen van nadien (...) veel slechter [waren]'.
Deetman was tijdens zijn ministerschap ook verantwoordelijk voor de invoering in 1985 van de zogenaamde HOS-wet (Herziening Onderwijs Salarisstructuur). Hierdoor werden de salarisschalen – met name van nieuwe universitair opgeleide, eerstegraads bevoegde VO-leraren – fors verlaagd. De ook in 2000 nog bestaande problemen in het onderwijs zouden, naar het oordeel van zijn critici, op het door Deetman indertijd gevoerde beleid terug te voeren zijn.
Na de verkiezingen van 1989 keerde Deetman terug naar de Tweede Kamer, waar hij met een ongebruikelijk kleine meerderheid van 75 tegen 68 stemmen gekozen werd als voorzitter. Na de verkiezingen van 1994 werd hij opnieuw tot voorzitter gekozen, dit keer met een ruime meerderheid van 137 stemmen tegen 3.

## Openbaar bestuur
In 1996 werd Deetman benoemd tot burgemeester van Den Haag, waarna in 2002 de benoeming voor een tweede periode volgde. Tijdens Deetmans burgemeesterschap (hij werd alom beschouwd als een politieke zwaargewicht) werd Den Haag van zijn artikel 12-status verlost, dankzij een financiële injectie van de rijksoverheid. Na fel bekritiseerde correcties van de gemeentegrenzen vergrootte Den Haag zijn grondgebied, en daarmee zijn inkomsten. Mede dankzij de inzet van Deetman werd Den Haag zetel van het Internationaal Strafhof. In juli 2007 liet Deetman weten op te stappen als burgemeester. Als afscheidscadeau werd een studiefonds opgericht dat zijn naam draagt. Tevens werd hem de gouden erepenning van Den Haag aangeboden, waarmee hij ereburger werd. Burgemeester Deetman was geliefd in Den Haag, niet het minst vanwege zijn eenvoudige afkomst; als Deetman spreekt, is een restje van zijn Haagse accent te horen. Hij was de eerste geboren Hagenaar (afgezien van de NSB'er Harmen Westra van 1942 tot 1945) op de burgemeesterspost sinds Herman van Karnebeek in 1911.

## Verdere nevenactiviteiten
Van 2000 tot 1 januari 2008 was hij voorzitter van de Vereniging van Nederlandse Gemeenten. Diezelfde dag trad hij toe tot de Raad van State. In 2010 en 2011 leidde hij een commissie die een onafhankelijk onderzoek uitvoerde naar seksueel misbruik binnen de Katholieke Kerk. Deetman was voorzitter van het algemeen bestuur van de Kloosterkerk in Den Haag. Hij nam 30 april 2015 afscheid als lid van de Raad van State vanwege het bereiken van de leeftijd van 70 jaar. Verder was Deetman voorzitter van de Raad van Toezicht van ProDemos.

## Publicatie
- Sexueel misbruik van minderjarigen in de rooms-katholieke kerk. Amsterdam: Balans, 2011

- Gemeinsame Normdatei: 1020088338
- International Standard Name Identifier: 0000 0001 2067 6575
- Library of Congress Control Number: no2011092296
- Nationale Bibliotheek van Israël: 987007327857305171
- Nederlandse Thesaurus van Auteursnamen: 073894230
- Parlement.com: vg09llm8ceye
- Virtual International Authority File: 171685292
- WorldCat: E39PBJfWTMcfFpph9vrvjPMtrq